# Эпитасиуландия

Эпитасиуландия на карте штата.

Эпитасиуландия (порт. Epitaciolândia) — муниципалитет в Бразилии, входит в штат Акри. Составная часть мезорегиона Вали-ду-Акри. Входит в экономико-статистический микрорегион Бразилея. Население составляет 15 100 человек на 2010 год. Занимает площадь 1654,768 км². Плотность населения — 9,13 чел./км².

## История
Город основан в 1993 год]у.

## Демография
Согласно сведениям, собранным в ходе переписи 2010 г. Национальным институтом географии и статистики (IBGE), население муниципалитета составляет:
| Полное население                               | Полное население                               | Полное население                               | Полное население                               | 15 100 |
| ---------------------------------------------- | ---------------------------------------------- | ---------------------------------------------- | ---------------------------------------------- | ------ |
| в том числе:                                   | Городское население                            | 10 618                                         | Процент городского населения, %                | 70,32  |
|                                                | Сельское население                             | 4482                                           | Процент сельского населения, %                 | 29,68  |
|                                                | Мужское население                              | 7626                                           | Процент мужского населения, %                  | 50,50  |
|                                                | Женское население                              | 7474                                           | Процент женского населения, %                  | 49,50  |
| Плотность населения, чел/км²                   | Плотность населения, чел/км²                   | Плотность населения, чел/км²                   | Плотность населения, чел/км²                   | 9,13   |
| Население муниципалитета в % к населению штата | Население муниципалитета в % к населению штата | Население муниципалитета в % к населению штата | Население муниципалитета в % к населению штата | 2,06   |

По данным оценки 2015 года население муниципалитета составляет 16 731 житель.

## Важнейшие населенные пункты
| № | Населённый пункт | Населённый пункт (порт.) | Категория | Население чел. (2010) | На карте                        |
| - | ---------------- | ------------------------ | --------- | --------------------- | ------------------------------- |
| 1 | Эпитасиуландия   | Epitaciolândia           | город     | 10 618                | 11°01′36″ ю. ш. 68°44′29″ з. д. |
| 2 | Эстрада-Велья    | Estrada Velha            | поселок   | нет данных            | 11°04′43″ ю. ш. 68°41′34″ з. д. |
| 3 | Бела-Флор        | Bela Flor                | поселок   | нет данных            | 11°01′42″ ю. ш. 68°39′51″ з. д. |

## Статистика
- Валовой внутренний продукт на 2005 год составляет 88 164 тыс. реалов (данные: Бразильский институт географии и статистики).
- Валовой внутренний продукт на душу населения на 2005 год составляет 6397 реалов (данные: Бразильский институт географии и статистики).
- Индекс развития человеческого потенциала на 2000 год составляет 0,684 (данные: Программа развития ООН).